# Kon Live Distribution
Kon Live Distribution es un sello discográfico fundado por el cantante estadounidense Akon.
Algunos artistas que han firmado contrato con este sello son Lady Gaga, Brick & Lace, LMFAO, Kardinal Offishall, Colby O'Donis, y recientemente Jeffree Star, entre otros.

## Discografía

### Álbumes con Kardinal Offishall (2008-presente)
- Kardinal Offishall – 'Not 4 Sale' (2008)
  - Sencillos: "Dangerous", "Set It Off", "Burnt", "Numba 1 (Tide Is High)"

### Álbumes con Colby O'Donis (2008-2009) (2014)
- Colby O'Donis  – 'Colby O' (2008)
  - Sencillos: "What You Got", "Don't Turn Back"

### Álbumes con Lady Gaga (2008-2012)
- Lady Gaga – 'The Fame' (2008)
  - Sencillos: "Just Dance", "Beautiful, Dirty, Rich" (promo), "Poker Face", "Eh, Eh (Nothing Else I Can Say)", "LoveGame", "Paparazzi"

- Lady Gaga – 'The Fame Monster' (2009)
  - Sencillos: "Bad Romance", "Telephone", "Alejandro", "Dance in the Dark"

- Lady Gaga – 'The Remix' (2010)

- Lady Gaga – 'Born This Way' (2011)
  - Sencillos: "Born This Way", "Judas", "Hair" (promo), "The Edge Of Glory", "You And I", "Marry The Night"

- Lady Gaga – 'Born This Way: The Remix' (2011)

### Álbumes con LMFAO (2009-2012)
- LMFAO – 'Sorry for Party Rocking' (2011)
  - Sencillos: "Champagne Showers ", "Sexy and I Know It", "Party Rock Anthem", "Sorry for Party Rocking"